# 34412 Tamicruz
34412 Tamicruz è un asteroide della fascia principale. Scoperto nel 2000, presenta un'orbita caratterizzata da un semiasse maggiore pari a 2,8302080 au e da un'eccentricità di 0,0438502, inclinata di 2,72221° rispetto all'eclittica.